# Box-office 2022 au Canada et aux États-Unis
Cet article traite du box-office de 2022 au Canada et aux États-Unis.

## Classement
| Rang | Titre                                                | Pays                                | Réalisateur(s)                  | Budget en USD | Recettes      | Week-End |
| ---- | ---------------------------------------------------- | ----------------------------------- | ------------------------------- | ------------- | ------------- | -------- |
| 1.   | Top Gun: Maverick                                    |                                     | Joseph Kosinski                 | 170 000 000   | 718 732 821 $ | 24 (fin) |
| 2.   | Avatar : La Voie de l'eau                            | James Cameron                       | 250 000 000                     | 684 075 767 $ | 23 (fin)      |          |
| 3.   | Black Panther: Wakanda Forever                       | Ryan Coogler                        | 250 000 000                     | 453 829 060 $ | 18 (fin)      |          |
| 4.   | Doctor Strange in the Multiverse of Madness          | Sam Raimi                           | 200 000 000                     | 411 331 607 $ | 14 (fin)      |          |
| 5.   | Jurassic World : Le Monde d'après                    | Colin Trevorrow                     | 165 000 000                     | 376 009 080 $ | 15 (fin)      |          |
| 6.   | Les Minions 2 : Il était une fois Gru                |                                     | Kyle Balda                      | 88 000 000    | 369 695 210 $ | 22 (fin) |
| 7.   | The Batman                                           |                                     | Matt Reeves                     | 185 000 000   | 369 345 583 $ | 14 (fin) |
| 8.   | Thor: Love and Thunder                               | Taika Waititi                       | 250 000 000                     | 343 256 830 $ | 14 (fin)      |          |
| 9.   | Sonic 2, le film                                     |                                     | Jeff Fowler                     | 90 000 000    | 190 872 904 $ | 14 (fin) |
| 10.  | Le Chat potté 2 : La Dernière Quête                  |                                     | Joel Crawford Januel P. Mercado | 90 000 000    | 185 535 345 $ | 18 (fin) |
| 11.  | Black Adam                                           | Jaume Collet-Serra                  | 195 000 000                     | 168 152 111 $ | 13 (fin)      |          |
| 12.  | Elvis                                                |                                     | Baz Luhrmann                    | 85 000 000    | 151 040 048 $ | 17 (fin) |
| 13.  | Uncharted                                            |                                     | Ruben Fleischer                 | 120 000 000   | 148 649 929 $ | 16 (fin) |
| 14.  | Nope                                                 | Jordan Peele                        | 68 000 000                      | 123 277 080 $ | 11 (fin)      |          |
| 15.  | Buzz l'Éclair                                        | Angus MacLane                       | 200 000 000                     | 118 307 188 $ | 12 (fin)      |          |
| 16.  | Smile                                                | Parker Finn                         | 17 000 000                      | 105 935 048 $ | 11 (fin)      |          |
| 17.  | Le Secret de la Cité perdue                          | Aaron Nee Adam Nee                  | 68 000 000                      | 105 344 029 $ | 13 (fin)      |          |
| 18.  | Bullet Train                                         |                                     | David Leitch                    | 90 000 000    | 103 368 602 $ | 13 (fin) |
| 19.  | Les Bad Guys                                         |                                     | Pierre Perifel                  | 69 000 000    | 96 713 440 $  | 14 (fin) |
| 20.  | Les Animaux fantastiques : Les Secrets de Dumbledore |                                     | David Yates                     | 200 000 000   | 95 850 844 $  | 11 (fin) |
| 21.  | Krypto et les Super-Animaux                          |                                     | Jared Stern Sam Levine          | 90 000 000    | 93 657 117 $  | 19 (fin) |
| 22.  | Là où chantent les écrevisses                        | Olivia Newman                       | 24 000 000                      | 90 230 760 $  | 14 (fin)      |          |
| 23.  | Black Phone                                          | Scott Derrickson                    | 16 000 000                      | 89 887 230 $  | 13 (fin)      |          |
| 24.  | Scream                                               | Matt Bettinelli-Olpin Tyler Gillett | 24 000 000                      | 81 641 405 $  | 11 (fin)      |          |
| 25.  | Morbius                                              | Daniel Espinosa                     | 75 000 000                      | 71 332 255 $  | 12 (fin)      |          |
| 26.  | Everything Everywhere All at Once                    | Dan Kwan Daniel Scheinert           | 25 000 000                      | 70 008 593 $  | 28 (fin)      |          |
| 27.  | Ticket to Paradise                                   | Ol Parker                           | 60 000 000                      | 68 275 985 $  | 11 (fin)      |          |
| 28.  | The Woman King                                       |                                     | Gina Prince-Bythewood           | 50 000 000    | 67 328 130 $  | 16 (fin) |
| 29.  | Le Pire Voisin au monde                              |                                     | Marc Forster                    | 50 000 000    | 64 267 657 $  | 15 (fin) |
| 30.  | Halloween Ends                                       |                                     | David Gordon Green              | 33 000 000    | 64 079 860 $  | 10 (fin) |
| 31.  | Dog                                                  | Channing Tatum Reid Carolin         | 15 000 000                      | 61 778 069 $  | 11 (fin)      |          |
| 32.  | Jackass Forever                                      | Jeff Tremaine                       | 10 000 000                      | 57 743 451 $  | 8 (fin)       |          |
| 33.  | Violent Night                                        | Tommy Wirkola                       | 20 000 000                      | 50 052 340 $  | 16 (fin)      |          |

## Box-office par semaine
| #  | Date              | Film no 1                                            | Recettes      |
| -- | ----------------- | ---------------------------------------------------- | ------------- |
| 1  | 7 janvier 2022    | Spider-Man: No Way Home                              | 32 617 921 $  |
| 2  | 14 janvier 2022   | Scream                                               | 30 018 805 $  |
| 3  | 21 janvier 2022   | Spider-Man: No Way Home                              | 14 005 614 $  |
| 4  | 28 janvier 2022   | Spider-Man: No Way Home                              | 11 003 528 $  |
| 5  | 4 février 2022    | Jackass Forever                                      | 23 154 388 $  |
| 6  | 11 février 2022   | Mort sur le Nil                                      | 12 891 123 $  |
| 7  | 18 février 2022   | Uncharted                                            | 44 010 155 $  |
| 8  | 25 février 2022   | Uncharted                                            | 23 001 773 $  |
| 9  | 4 mars 2022       | The Batman                                           | 134 008 624 $ |
| 10 | 11 mars 2022      | The Batman                                           | 66 511 221 $  |
| 11 | 18 mars 2022      | The Batman                                           | 36 723 197 $  |
| 12 | 25 mars 2022      | Le Secret de la cité perdue                          | 30 453 269 $  |
| 13 | 1er avril 2022    | Morbius                                              | 39 005 895 $  |
| 14 | 8 avril 2022      | Sonic 2, le film                                     | 72 105 176 $  |
| 15 | 15 avril 2022     | Les Animaux fantastiques : Les Secrets de Dumbledore | 42 151 256 $  |
| 16 | 22 avril 2022     | Les Bad Guys                                         | 23 950 245 $  |
| 17 | 29 avril 2022     | Les Bad Guys                                         | 16 237 070 $  |
| 18 | 6 mai 2022        | Doctor Strange in the Multiverse of Madness          | 187 420 998 $ |
| 19 | 13 mai 2022       | Doctor Strange in the Multiverse of Madness          | 61 755 804 $  |
| 20 | 20 mai 2022       | Doctor Strange in the Multiverse of Madness          | 32 304 560 $  |
| 21 | 27 mai 2022       | Top Gun: Maverick                                    | 126 707 459 $ |
| 22 | 3 juin 2022       | Top Gun: Maverick                                    | 90 037 011 $  |
| 23 | 10 juin 2022      | Jurassic World : Le Monde d'après                    | 145 075 625 $ |
| 24 | 17 juin 2022      | Jurassic World : Le Monde d'après                    | 59 150 175 $  |
| 25 | 24 juin 2022      | Elvis                                                | 31 211 579 $  |
| 26 | 1er juillet 2022  | Les Minions 2 : Il était une fois Gru                | 107 010 140 $ |
| 27 | 8 juillet 2022    | Thor: Love and Thunder                               | 144 165 107 $ |
| 28 | 15 juillet 2022   | Thor: Love and Thunder                               | 46 632 172 $  |
| 29 | 22 juillet 2022   | Nope                                                 | 44 366 910 $  |
| 30 | 29 juillet 2022   | Krypto et les Super-Animaux                          | 23 003 441 $  |
| 31 | 5 août 2022       | Bullet Train                                         | 30 030 156 $  |
| 32 | 12 août 2022      | Bullet Train                                         | 13 405 022 $  |
| 33 | 19 août 2022      | Dragon Ball Super: Super Hero                        | 21 106 156 $  |
| 34 | 26 août 2022      | Le Bal de l'Enfer                                    | 6 805 468 $   |
| 35 | 2 septembre 2022  | Top Gun: Maverick                                    | 7 900 256 $   |
| 36 | 9 septembre 2022  | Barbarian                                            | 10 543 948 $  |
| 37 | 16 septembre 2022 | The Woman King                                       | 19 051 442 $  |
| 38 | 23 septembre 2022 | Don't Worry Darling                                  | 19 353 213 $  |
| 39 | 30 septembre 2022 | Smile                                                | 22 609 925 $  |
| 40 | 7 octobre 2022    | Smile                                                | 18 461 772 $  |
| 41 | 14 octobre 2022   | Halloween Ends                                       | 40 050 355 $  |
| 42 | 21 octobre 2022   | Black Adam                                           | 67 004 323 $  |
| 43 | 28 octobre 2022   | Black Adam                                           | 27 472 140 $  |
| 44 | 4 novembre 2022   | Black Adam                                           | 18 271 625 $  |
| 45 | 11 novembre 2022  | Black Panther: Wakanda Forever                       | 181 339 761 $ |
| 46 | 18 novembre 2022  | Black Panther: Wakanda Forever                       | 66 482 266 $  |
| 47 | 25 novembre 2022  | Black Panther: Wakanda Forever                       | 45 583 904 $  |
| 48 | 2 décembre 2022   | Black Panther: Wakanda Forever                       | 17 540 051 $  |
| 49 | 9 décembre 2022   | Black Panther: Wakanda Forever                       | 11 234 702 $  |
| 50 | 16 décembre 2022  | Avatar : La Voie de l'eau                            | 134 100 226 $ |
| 51 | 23 décembre 2022  | Avatar : La Voie de l'eau                            | 95 608 650 $  |
| 52 | 30 décembre 2022  | Avatar : La Voie de l'eau                            | 88 820 777 $  |